# بزبوژنیک
بزبوژنیک (به روسی: Безбожник، آوانگاری: بیخدا) یک ماهنامه طنز و ضدمذهبی بود که بین ۱۹۲۲ تا ۱۹۴۱ در اتحاد جماهیر شوروی منتشر می‌شد. اولین شماره آن در دسامبر ۱۹۲۲ با ۱۵۰۰۰ تا منتشر شد و تیراژش تا ۲۰۰۰۰۰ هم در ۱۹۳۲ رسید.
هدف اصلی آن حمله و نقد مسیحیت و یهودیت بود، و کشیش ها و خاخام‌ ها را به همکاری با بورژوازی و دیگر ضدانقلاب‌ها متهم می‌کرد.

## چند نمونه از طرح جلد مجله

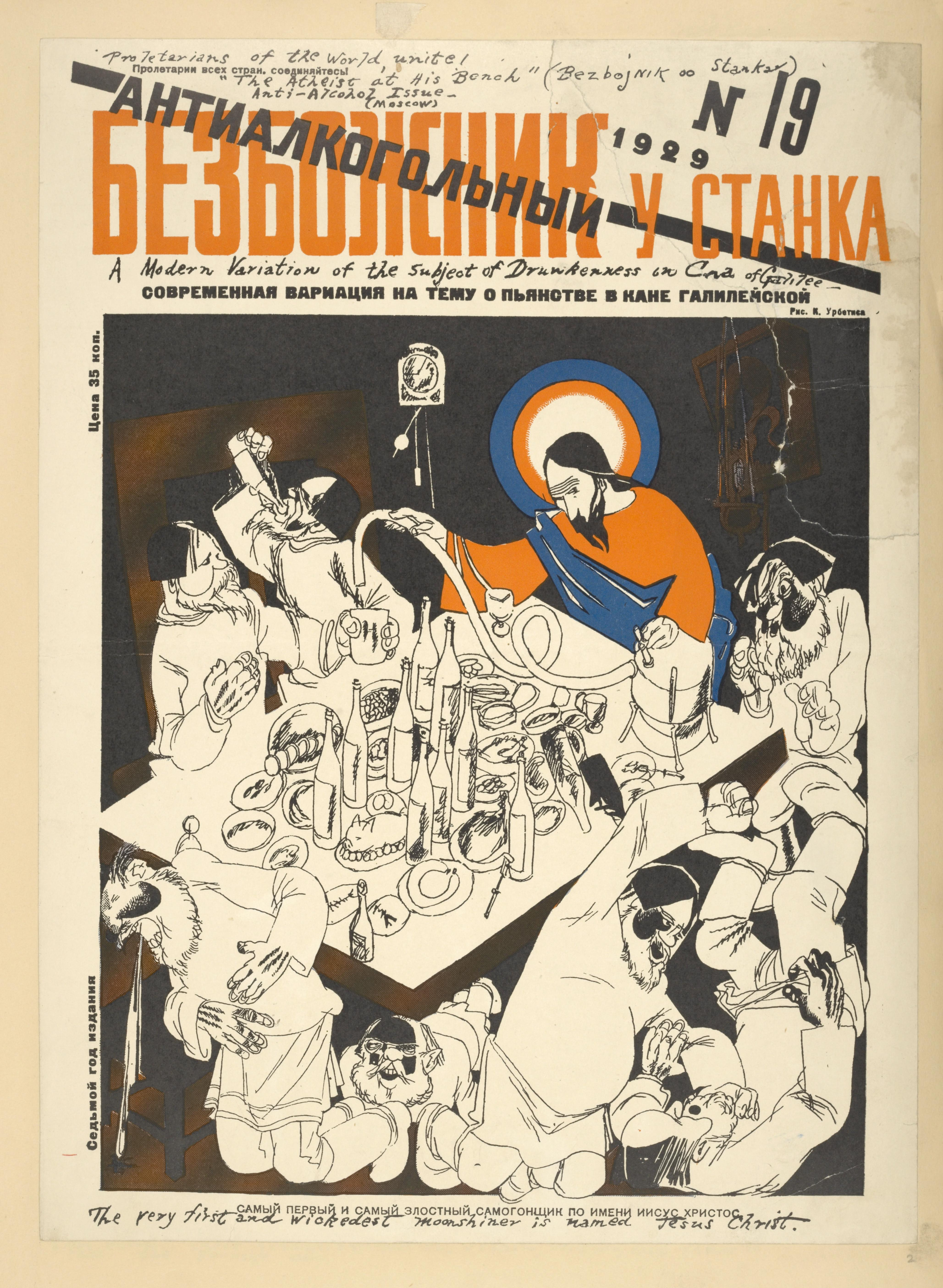
"شماره ضد الکلی در ۱۹۲۹ مسیح را نشان می‌دهد
.